# Pachypodium menabeum
Pachypodium menabeum es una especie de arbusto o árbol pequeño perteneciente al género Pachypodium, dentro de la familia Apocynaceae. Es endémica del oeste de Madagascar.

## Descripción
Pachypodium menabeum es un arbusto o árbol pequeño que presenta un tronco engrosado en forma de botella de 2-5 m de altura y 30-40 cm de grosor. Del tronco salen ramas de tipo candelabro de 1 a 2 m de largo y que presentan una espinación espiral.

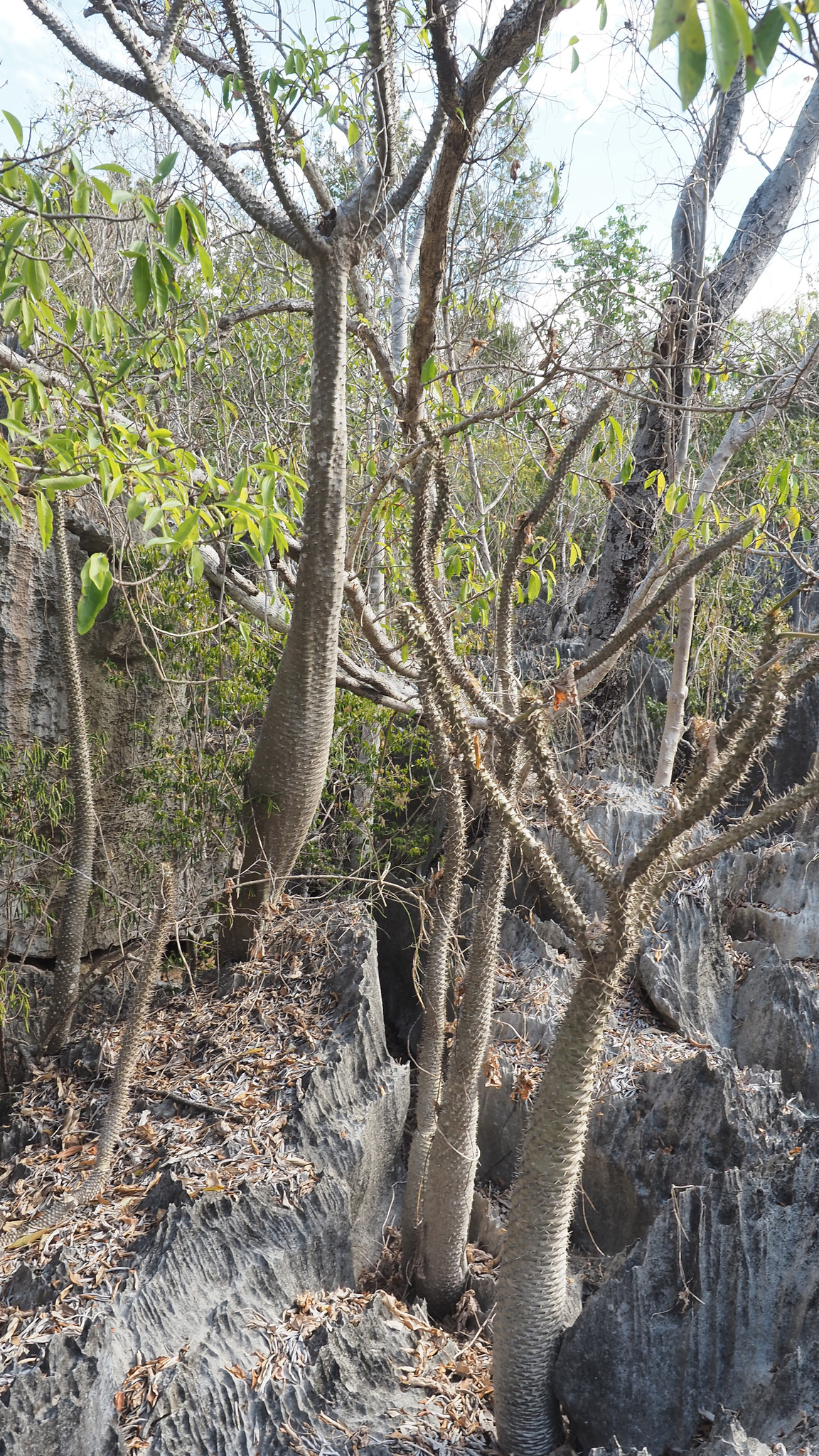
En su hábitat

En los extremos de las ramas encontramos pocas hojas en forma de penacho, de hasta 2 cm de largo y 1-2 mm de espesor, con los márgenes ligeramente ondulados y enrollados. Las flores son blancas, de hasta 5 cm de largo.

## Distribución y hábitat
El área de distribución nativa de esta especie es el oeste de Madagascar y crece principalmente en las grietas de las rocas y los acantilados del bioma tropical estacionalmente seco.

## Taxonomía
Pachypodium menabeum fue descrita por el botánico francés Jacques Désiré Leandri y publicada por primera vez en la revista científica Bulletin de la Société Botanique de France 81: 141 en 1934.

Etimología
- Pachypodium: nombre genérico que proviene de la combinación de dos términos del griego antiguo: pachys (que significa 'grueso') y podium (que significa 'pie' o 'base'), haciendo referencia a la característica morfología de muchas especies del género, que suelen tener troncos o tallos robustos y suculentos.
- menabeum: epíteto específico que hace referencia a la tierra natal de la planta (antigua provincia de Ménabé).[3]

## Usos
Pachypodium menabeum se cultiva principalmente como planta ornamental.